# Ferrovia La Chaux-de-Fonds-Les Ponts-de-Martel
La ferrovia La Chaux-de-Fonds-Les Ponts-de-Martel è una linea ferroviaria a scartamento metrico della Svizzera.

## Storia
Nel 1881 la Jura-Bern-Luzern Bahn propose la costruzione di una ferrovia tra La Chaux-de-Fonds e Les Ponts-de-Martel, al fine di sviluppare l'industria della zona, sino ad allora servita da una coppia di diligenze; il 9 aprile 1883 fu accordata la concessione per una linea a scartamento metrico. Nel 1886 si costituì la società Ponts-Sagne-Chaux-de-Fonds (PSC) che iniziò i lavori il 22 aprile 1887; la linea aprì il 26 luglio 1889.
L'esercizio della linea si rivelò da subito deficitario, tanto da portare, nel 1893, alla decisione di far gestire la linea alla società Chemin de fer du Jura-Neuchâtelois (JN). La gestione JN durò fino al 1913, anno in cui la società fu nazionalizzata e assorbita dalle Ferrovie Federali Svizzere; la PSC decise quindi di affidare la gestione della linea sociale alla Saignelégier–Chaux-de-Fonds (SC), antenata delle Chemins de fer du Jura, che esercì la linea sino al 30 giugno 1945.
Il 26 giugno 1947 si costituì la Chemins de fer des Montagnes Neuchâteloises (CMN), nata dalla fusione di PSC e della Régional des Brenets (RdB); sotto la nuova gestione si procedette all'elettrificazione della linea, inaugurata il 12 maggio 1950 e finanziata dalla Confederazione, dal canton Neuchâtel e dai comuni interessati.
Nel febbraio 1959, per due settimane, si sperimentò la sostituzione dei convogli ferroviari con autobus: la sperimentazione ebbe esito negativo, in quanto gli autobus impiegavano più tempo dei treni a percorrere il tragitto (45 minuti contro 30) e la strada era stretta, impedendo l'incrocio di due mezzi.
Il 2 settembre 1999 la CMN si fuse con altre due società di trasporti pubblici, la Chemin de fer régional du Val-de-Travers (RVT) e la Transports du Val-de-Ruz (VR), nella società Transports régionaux neuchâtelois (TRN), fusasi a sua volta il 27 giugno 2012 con la Transports publics du littoral neuchâtelois (TN, esercente i trasporti urbani di Neuchâtel, tra cui tram e filobus) nella società Transports publics neuchâtelois (TransN), di cui costituisce la linea 222.

## Caratteristiche
La linea, a scartamento metrico, è lunga 16,23 km; la pendenza massima è del 40 per mille, il raggio minimo di curva 150 metri. La linea è elettrificata a 1500 V CC.

### Percorso
| Continuation backward |

| Unknown route-map component "eABZgl" | Unknown route-map component "exSTR+r" |  |

| Straight track | Unknown route-map component "exÜST" |  |

| Straight track | Unknown route-map component "SPLa" |  |

| Unknown route-map component "BHF-L" | Unknown route-map component "vBHF-R" |  |

| Straight track | Unknown route-map component "SPLel+g" | Unknown route-map component "CONTfq" |

| Unknown route-map component "ABZgl" | Unknown route-map component "KRZo" | Unknown route-map component "CONTfq" |

| One way leftward | Unknown route-map component "KRZo" | Unknown route-map component "CONTfq" |

|  | Stop on track |

|  | Stop on track |

|  | Enter and exit tunnel |

|  | Stop on track |

|  | Station on track |

|  | Station on track |

|  | Stop on track |

|  | Stop on track |

|  | Stop on track |

|  | Stop on track |

|  | Stop on track |

|  | End station |

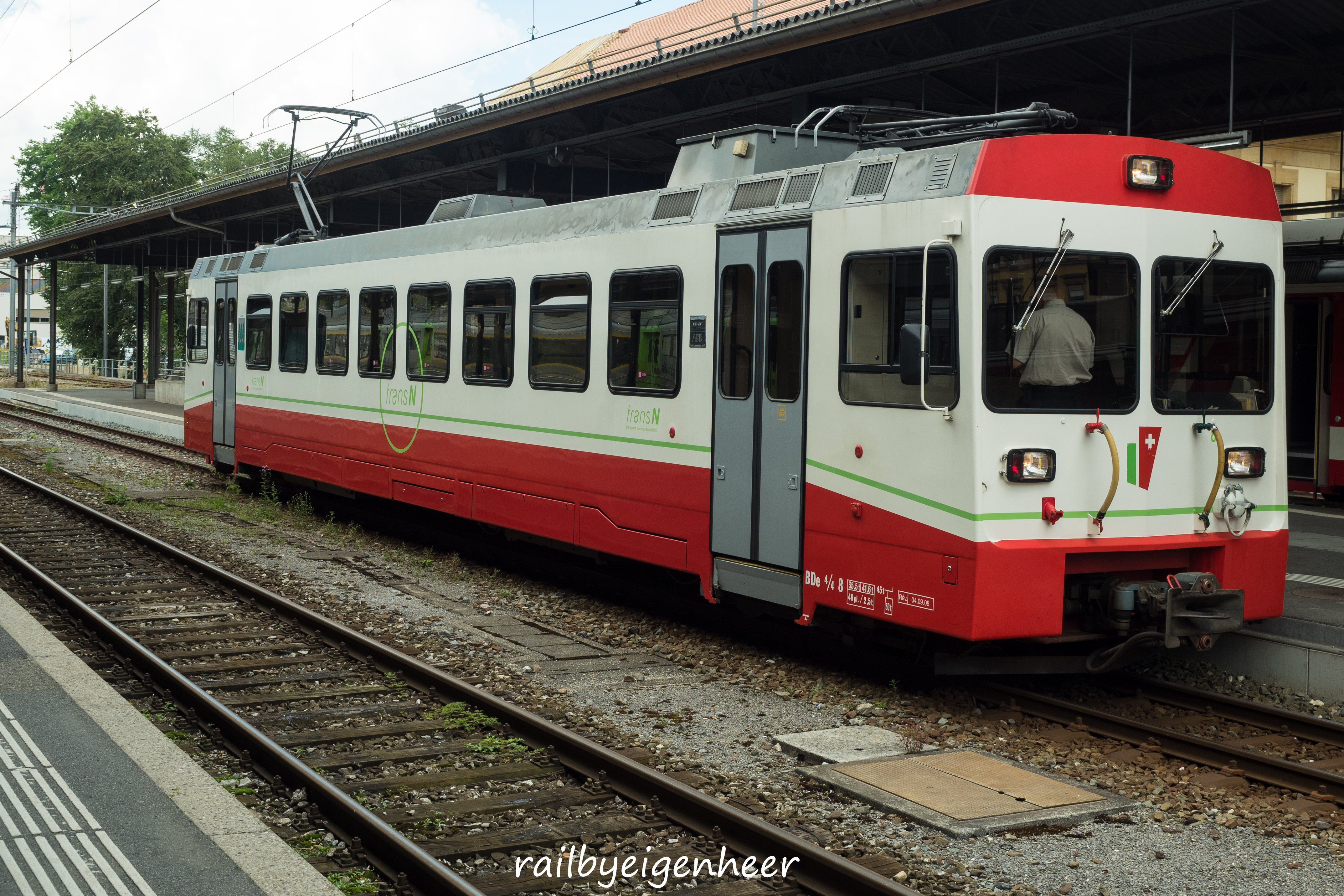
L'automotrice BDe 4/4 8 alla stazione di La Chaux-de-Fonds

La linea parte dalla stazione di La Chaux-de-Fonds, condivisa con le FFS e le CJ. La ferrovia risale quindi la valle della Sagne; attraversata la galleria Reymond (inaugurata il 23 agosto 1967 e lunga 323 metri, permise di sopprimere un passaggio a livello), si tocca La Sagne, terminando la corsa a Les Ponts-de-Martel.

## Materiale rotabile
La dotazione d'origine della linea consisteva in tre locomotive a vapore a tre assi (serie G 3/3 1÷3) fornite dalla SLM nel 1888; altre due vennero acquistate nel 1904 sempre dalla SLM,  mentre nel 1915 fu rilevata dalle Chemins de fer du Jura una sesta locomotiva.
Nel 1950 entrarono in servizio sulle linee della CMN cinque elettromotrici a carrelli con vano bagagliaio (serie BDe 4/4 1÷5), tutte costruite dalle Reggiane con parte elettrica Brown Boveri-Sécheron. Una di esse nel 1998 è stata demotorizzata e completamente ricostruita come rimorchiata semipilota salone per impieghi speciali e turistici.
Le automotrici Reggiane furono affiancate nel 1991 da due nuovi mezzi (serie BDe 4/4 6÷7), costruiti da ACMV e ABB in seguito ad un ordine in comune con LEB e GFM; una terza elettromotrice fu acquistata nel 1996.